# 인동 유씨
인동 유씨(仁同兪氏)는 경상북도 구미시 인동동을 본관으로 하는 한국의 성씨이다. 시조 유승단(兪升旦)은 고려에서 추밀원부사(樞密院副使) 등을 지내고 최우와 강화에서 송도로 환도하는데 공을 세워 인동백(仁同伯)에 봉해졌다.

## 참고 자료
- “인동유씨(仁同兪氏)”. 뿌리를 찾아서.[깨진 링크(과거 내용 찾기)]